# Robert Lonsdale
Robert Lonsdale, es un actor inglés.

## Biografía
Robert se entrenó en el "Academy of Live and Recorded Arts" en Londres de donde se graduó en el 2008. 

## Carrera
Entre el 2013 y el 2014 apareció en la puesta en escena From Here to Eternity: The Musical donde dio vida al soldado Robert E. Lee Prewitt.
En el 2013 apareció como invitado en la serie Silent Witness donde interpretó al detective de la policía Gus Cook, anteriormente había aparecido por primera vez en la serie en el 2011 donde dio vida a Paul Kennedy durante el episodio "Lost: Part 2".
En el 2015 se unió al elenco principal de la serie The Interceptor donde interpreta a Tommy, un miembro del equipo de investigación de narcóticos encubierto conocido como "UNIT".

## Filmografía[2]

### Series de Televisión
| Año             | Título             | Personaje     | Notas                             |
| --------------- | ------------------ | ------------- | --------------------------------- |
| 2016            | Chewing Gum        | Connor        | 6 episodios                       |
| 2015 - presente | The Interceptor    | Tommy         | 8 episodios                       |
| 2013            | Silent Witness     | Det. Gus Cook | 2 episodios                       |
| 2010            | Doctors            | Anthony Goff  | episodio "Wedded Miss"            |
| 2010            | A Passionate Woman | Graham        | episodio # 1.2                    |
| 2009            | Plus One           | Amigo de Toby | episodio "The Competition Winner" |
| 2004            | Heartbeat          | Wayne         | episodio "The Dear Departed"      |

### Películas
| Año  | Título                 | Personaje | Notas |
| ---- | ---------------------- | --------- | --- |
| 2013 | Walking with the Enemy | Gyula     | junto a Jonas Armstrong, Ben Kingsley, Hannah Tointon, Simon Dutton, Burn Gorman, Shane Taylor & William Hope |

### Teatro
| Año         | Obra                               | Personaje             | Director (a) | Teatro              | Notas                                                   |
| ----------- | ---------------------------------- | --------------------- | ------------ | ------------------- | ------------------------------------------------------- |
| 2013 - 2014 | From Here to Eternity: The Musical | Robert E. Lee Prewitt | -            | -                   | junto a John Brannoch, Siubhan Harrison & Shimi Goodman |
| -           | Brilliant Adventures               | -                     | -            | Royal Court Theatre | -                                                       |
| -           | A Life                             | -                     | -            | Finborough Theatre  | -                                                       |
| -           | Anna Christie                      | -                     | -            | Donmar Warehouse    | -                                                       |
| -           | La Bete                            | -                     | -            | West End/Broadway   | -                                                       |
| -           | The Indian Wants the Bronx         | -                     | -            | Young Vic Theatre   | -                                                       |